# Maczalik Győző
Dr. Maczalik Győző (Nagyszeben, 1890. március 1. – Jilava, 1953. augusztus 19.) titkos gyulafehérvári segédpüspök, vértanú.

## Pályafutása
Morva eredetű családból származott. Papi tanulmányai idején Majláth Gusztáv Károly püspök felfigyelt képességeire és a római Gregoriana Pápai Egyetemre küldte. Innen hazatérve 1916. július 15-én pappá szentelték. Egy ideig Kolozsváron volt káplán, majd 1921-ben teológiai tanár lett Gyulafehérváron. Majláth halála után ő is a lehetséges utód-jelöltek között volt, de végül Márton Áront szentelték püspökké. 1941–1951 között püspöki igazgató volt.

### Püspöki pályafutása
Mikor Márton Áront letartóztatták, titkos ordináriussá léptették elő. 1951-ben arra az időre, amíg Márton Áron börtönben volt, titokban püspökké szentelték. A Securitate azonban tudomást szerzett erről, így 1951. augusztus 24-én letartóztatták. Bírósági tárgyalás nélkül a jilavai börtönbe szállították, ahol a mostoha körülmények miatt megbetegedett és 1953. augusztus 17-én meghalt.

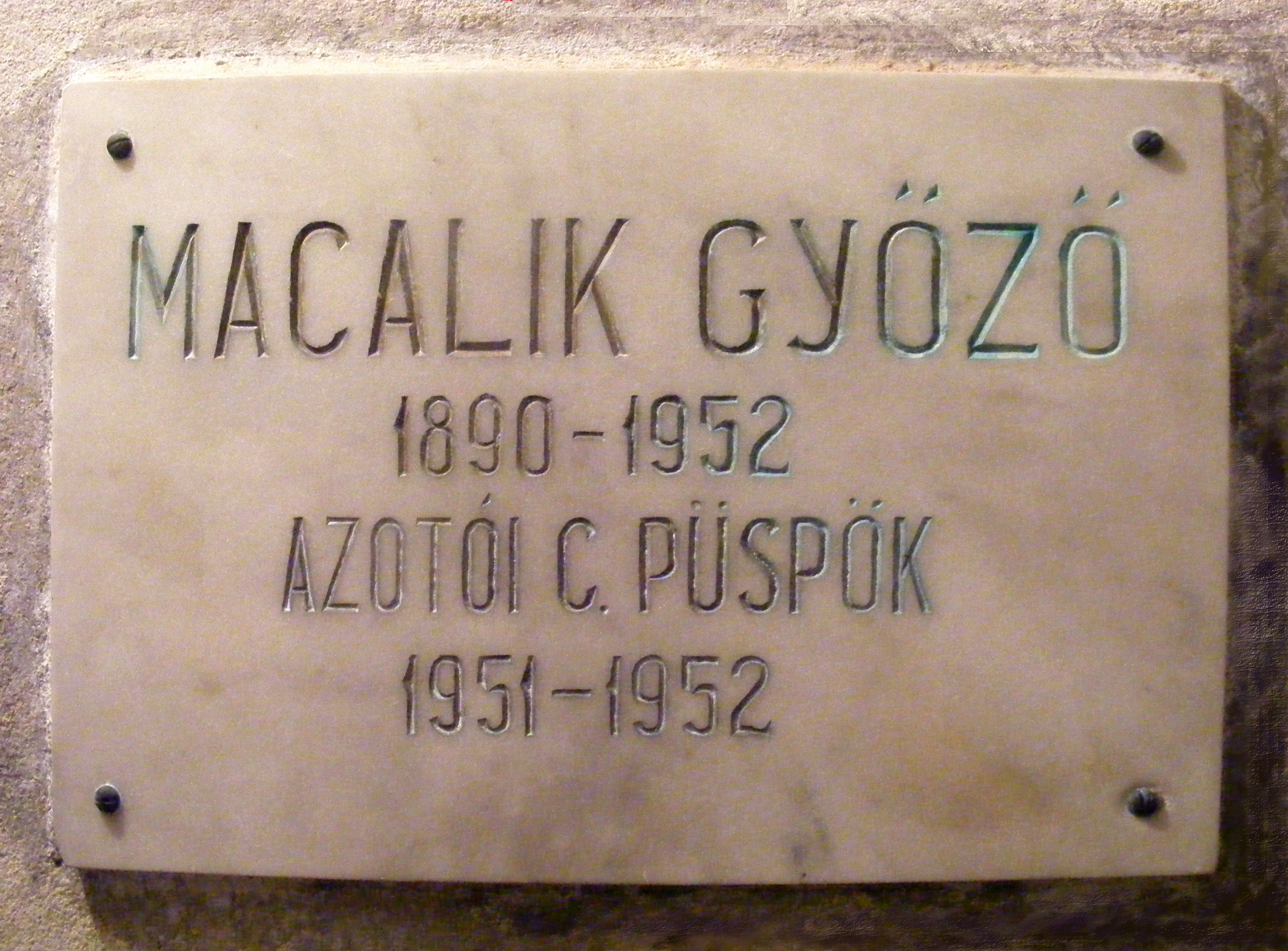
Maczalik Győző sírja

1966-ban a Gyulafehérvári érseki székesegyházban temette el Márton Áron püspök.